# زبيغنيو كوالسكي
زبيغنيو كوالسكي (بالبولندية: Zbigniew Kowalski)‏ (1 يناير 1970 في بولندا - ) هو لاعب كرة قدم بولندي في مركز الدفاع. لعب مع زنيتشج بروشكوف وغورنيك وانشنا وياغيلونيا بياويستوك وأوستروفيتش شفايتوكرجيسكي ‏ وŁKS Łomża ‏.

## وصلات خارجية
- زبيغنيو كوالسكي على موقع قاعدة بيانات كرة القدم.إي يو (الإنجليزية)